# Gomilica
Gomilica este o localitate din comuna Turnišče, Slovenia, cu o populație de 662 de locuitori.